# Zoborožec Austenův
Zoborožec Austenův (Anorrhinus austeni) je druh zoborožce z rodu Anorrhinus, který se vyskytuje v kontinentální části jihovýchodní Asie.

## Systematika
Zoborožce Austenova formálně popsal v roce 1872 anglický zoolog Thomas C. Jerdon. Jedná se o monotypický taxon. Druhové jméno austeni odkazuje k britskému přírodovědci a zeměměřiči Henrymu Godwin-Austenovi.

## Výskyt
Zoborožec Austenův se vyskytuje v kontinentální části jihovýchodní Asie, konkrétně v severovýchodní Indii, Myanmaru, Thajsku, Laosu, Vietnamu a Kambodži. O druhu jsou záznamy i z jižní a jihovýchodní Číny, nicméně v posledních desetiletích tam druh nebyl pozorován. Stanoviště druhu tvoří stálezelené i opadavé nížinaté lesy do 1000 m n. m. (Indie), občas až 1800 m n. m. (Čína).

## Popis

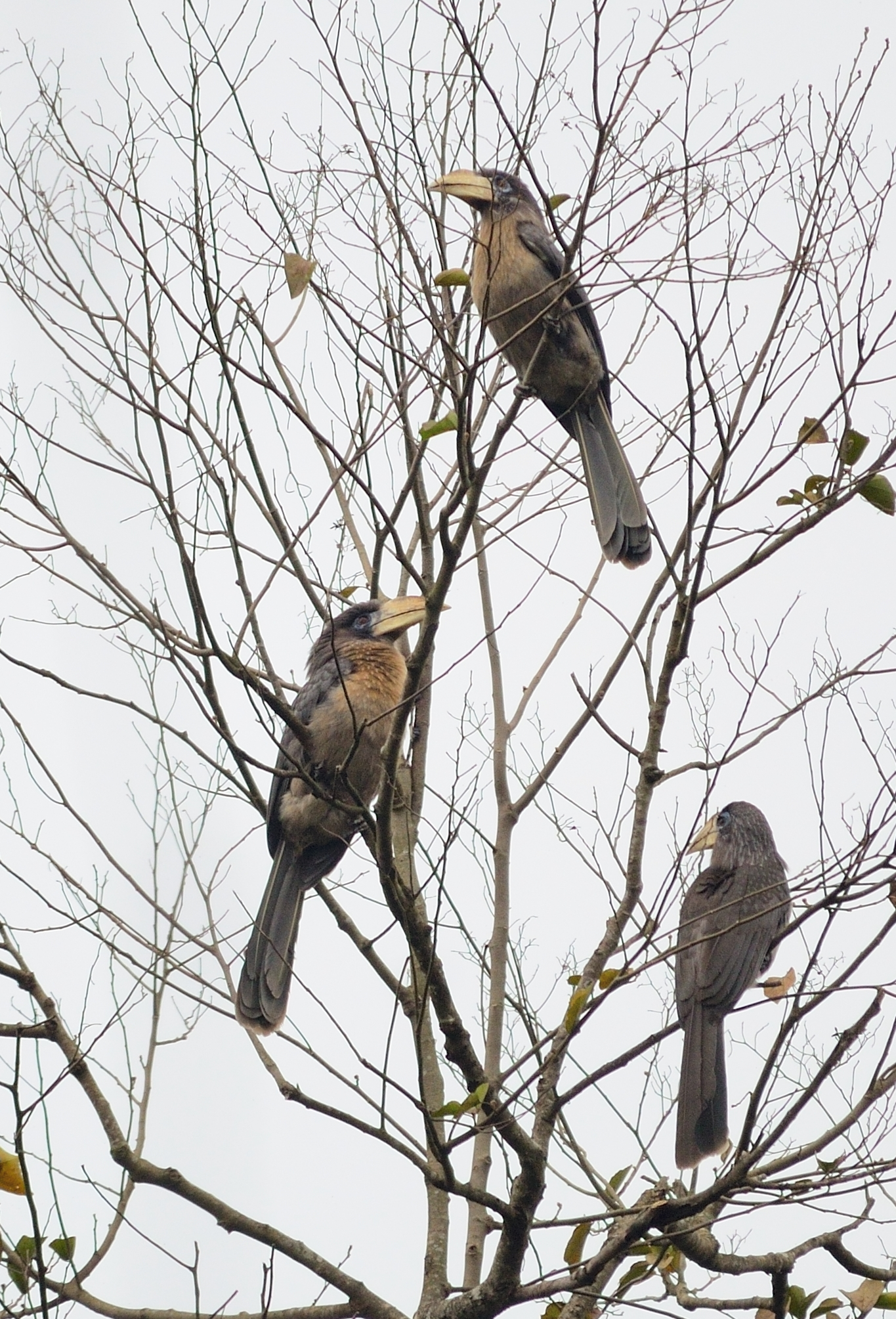
Několik zoborožců Austenových na stromě

Tento statný druh zoborožce dorůstá délky 60–65 cm. Dospělý samec je svrchu tmavě hnědý, letky mají bílé skvrny a konečky. Spodina je rezavě hnědá. Tváře a hrdlo jsou bílé. Ocas je tmavě hnědý s bílými konečky, i když střední pár rýdovacích per nemá bílá zakončení. Špičatý rohovinový zobák je dlouhý 112–135 mm, na horní čelisti je posazena nízká přilbice. Duhovky jsou hnědé, nohy světle žlutohnědé. Samice je o něco menší, opeření na tvářích, hrdle a spodině je šedohnědé. Její zobák měří 105–117 mm.

## Biologie
Tento sociální pták žije v hlučných a mobilních hejnech o 2 až 15 jedincích; výjimečně bylo pozorováno hejno o asi 50 jedincích. Živí se ovocem (v oblibě má hlavně fíky) a jinými živočichy. K zjištěným pojídaným druhům živočichů patří zástupci plazů, letounů, měkkýšů, pavouků, žížal i ptáků (vedle vajec požírá i ptáčata na hnízdě).
K zahnízdění dochází někdy mezi únorem a červencem v závislosti na lokalitě. Hnízdí v přirozených dutinách stromů, kde je samice doslova zazděna pomocí výstavby malé zídky přes hlavní vstup. Tato zídka je tvořena trusem, kousky dřeva a zbytky jídla. V zídce bývá ponechán pouze menší otvor, skrze který samice v době hnízdění přijímá potravu od samce, se kterým se spářila, nebo často i jiných samců, tzv. pomocníků. V případě, že hnízdícímu párů pomáhají další samci ve vykrmování samice (a později i ptáčat), hnízdící pár vykazuje vyšší hnízdní úspěšnost. Spíše než více jídla však pomocníci pomáhají v zahánění predátorů a snad i v efektivnějším nacházení a doručování potravy. Hnízda mohou být využívána opakovaně stejným i jiným druhem zoborožce. Bílá vejce mají rozměr kolem 49×34 mm. Inkubační doba trvá kolem 30 dní, avšak samice s ptáčaty zůstává na hnízdě dalších asi 60 dní. Celý hnízdní cyklus, resp. doba zazdění samice na hnízdě, je kolem 90–99 dní. Z hnízda nejčastěji vylétává jedno, někdy i dvě mláďata.

## Ohrožení a početnost
Mezinárodní svaz ochrany přírody (IUCN) považuje zoborožce Austenova za téměř ohrožený druh. Zoborožce Austenova ohrožuje hlavně ztráta a přeměna habitatu následkem lidské činnosti (přeměna lesa na zemědělská pole, výstavba cest, těžba dřeva aj.). Duhu nepomáhá ani tlak lovců, kteří zoborožce loví na řadě stanovišť.